# Bai (språk)
Bai eller baip är ett sino-tibetanskt språk som talas av omkring 1,2 miljoner människor i södra Kina. Det talas huvudsakligen av baifolk i Yunnan.
Språket har tre huvudsakliga dialekter: sydlig (eller dali), nordlig (eller bijiang) och central (eller jianchuan), där den nordliga varianter skiljer sig mest från de övriga. Släktskapet med andra sino-tibetanska språk är inte klarlagt, och det stora inflytandet från omgivande språk har gjort det svårt att fastställa.
Bai är ett tonspråk, med åtta olika vokaltoner.
Tidigare har bai skrivits med kinesiska tecken i ett system (gǔbáizì, 古白字) som till sin funktion påminner om chữ nôm eller zhuangskrift, det vill säga där tecken används både för sitt uttal och för sin betydelse. Vissa tecken har också skapats specifikt för bai. Numera används latinska alfabetet enligt en ortografi som fastslogs 1958.